# Oorlogsbegraafplaats van Rheinberg
De oorlogsbegraafplaats van Rheinberg is een begraafplaats van de Commonwealth War Graves Commission gelegen in de Duitse gemeente Rheinberg. Vanaf april 1946 werd de site gebruikt om talrijke overleden uit verschillende Duitse begraafplaatsen en individuele graven naar over te brengen. De meerderheid van overledenen behoorde tot de Royal Air Force. De graven komen uit de ruime regio rond Rheinberg, namelijk o.a. Düsseldorf, Krefeld, Mönchengladbach, Essen, Aken en Dortmund. Zo'n 450 graven werden overgebracht uit de regio Keulen. De overige graven behoren toe aan soldaten die hun leven voornamelijk verloren tijdens de verovering van het Rijnland in het voorjaar van 1945. Er liggen 3182 geïdentificeerde gesneuvelden en 158 niet geïdentificeerde. Daarnaast zijn er ook negen oorlogsgraven van andere nationaliteiten, voornamelijk Polen. 

## Foto's

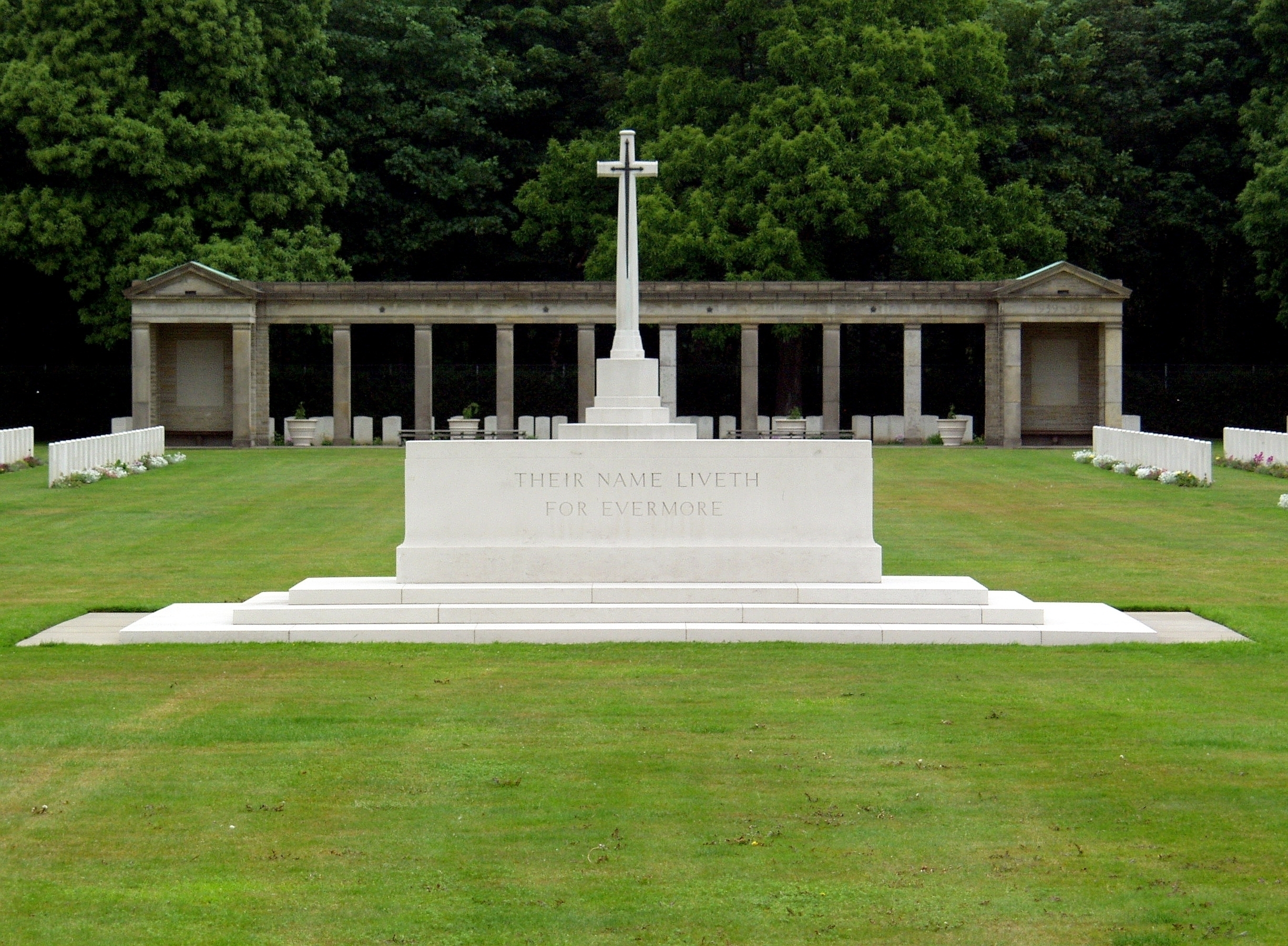
Overzicht begraafplaats
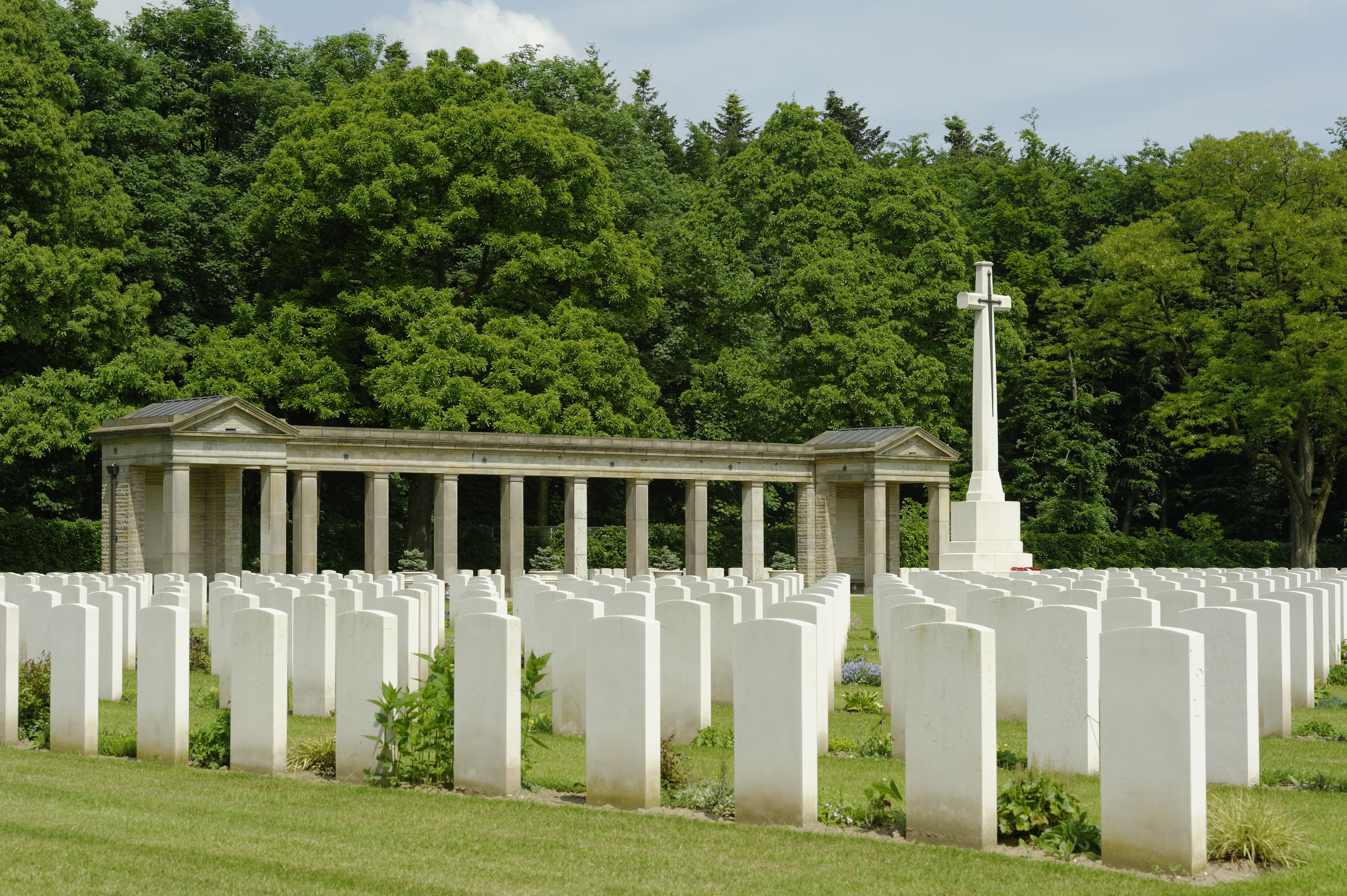
Cross of Sacrifice
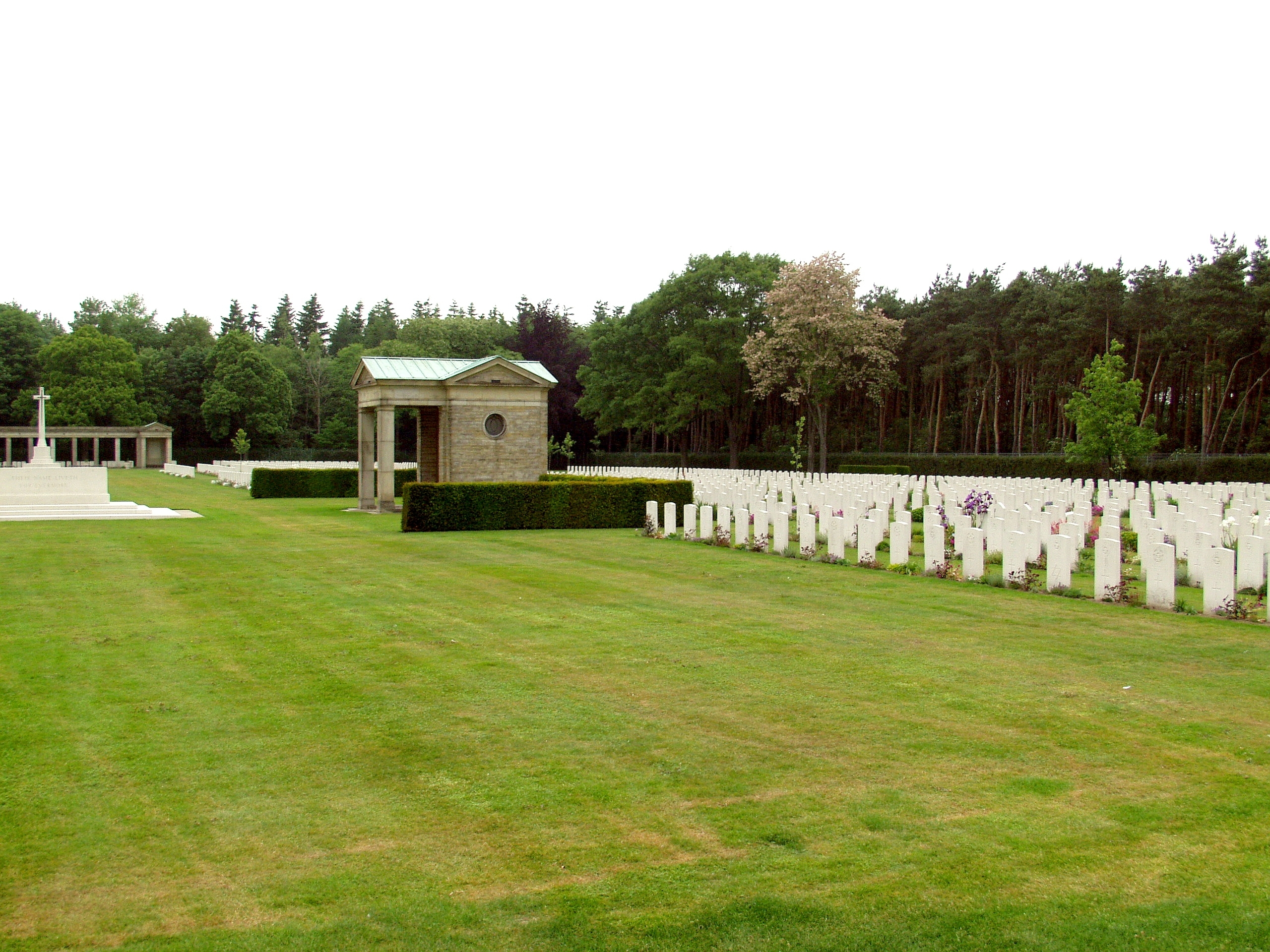
Grafveld
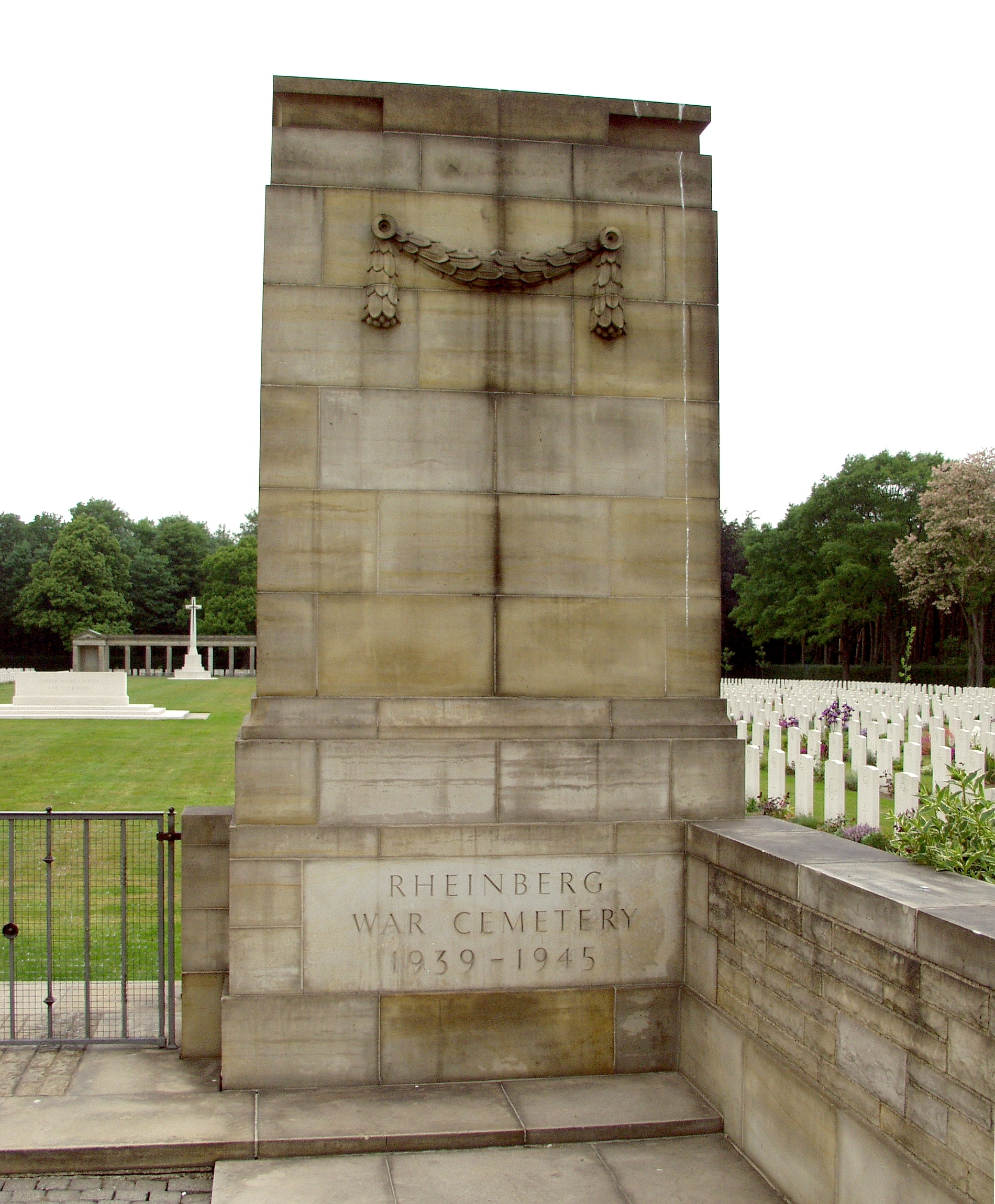
Ingang